# نپیگان
نپیگان (به انگلیسی: Nipigon) یک منطقهٔ مسکونی در کانادا است که در بخش ثاندر بی واقع شده‌است. نپیگان ۱٬۶۳۱ نفر جمعیت دارد.